# Luca Manfredi
Pour les articles homonymes, voir Manfredi.
Luca Manfredi, né le 27 décembre 1958 à Rome (Latium), est un réalisateur et scénariste de cinéma et de télévision, ainsi qu'un metteur en scène de théâtre italien.

## Biographie
Fils de l'acteur Nino Manfredi et du mannequin Erminia Ferrari, il a suivi des études secondaires scientifiques et s'est spécialisé dans les techniques publicitaires à l'Istituto Europeo di Design. Il a photographié et mis en scène de nombreux spots pour la RPA (Registi Pubblicitari Associati), dont les quelque quatre-vingts pour Lavazza, dans lesquels son père jouait, sont devenus les plus connus. En 1987, il travaille avec Luciano Emmer sur un épisode du long métrage Spessi et travaille temporairement pour le théâtre. À l'Eliseo de la capitale italienne, il met en scène Viva gli sposi.
En 1993, il a réalisé pour le cinéma un sketch du film collectif 80 mq - Ottantametriquadri, présenté à la Mostra de Venise 1993, et pour la télévision quelques épisodes de la série Un commissaire à Rome (it). Avec Grazie di tutto, il a fait ses débuts au cinéma avec un long métrage qui obtient un certain succès commercial. Le film, avec Massimo Ghini et Giulia Lazzarini dans les rôles de son père et de son ex-femme, a remporté le prix du public au Festival du cinéma méditerranéen de Montpellier. S'ensuit une carrière télévisuelle réussie avec des œuvres au budget important.
Manfredi a écrit le scénario du film La classe non è acqua (it) (1997) de Cecilia Calvi (it) ainsi que de la série télévisée à succès Terre d'espérance (Sotto il cielo dell'Africa, 1999) de Ruggero Deodato.

### Vie privée
Il a deux sœurs : Roberta et Giovanna.
De sa relation avec Costanza Sansoni, restauratrice, il a eu un fils, Matteo. Il a épousé Nancy Brilli, avec qui il a eu un fils, Francesco, en 2000. De sa seconde épouse, Michela Trevisan, il a eu en 2008 les jumelles Matilde et Margherita, souvent sollicitées par leur père pour jouer dans ses films.
Il se dit agnostique.

## Filmographie

### Réalisateur de cinéma
- 1993 : 80 mq - Ottantametriquadri, segment Buon compleanno, Gianmaria
- 1998 : Grazie di tutto

### Réalisateur de télévision
- 1993 : Un commissaire à Rome (it) (Un commissario a Roma) – série télévisée, 5 épisodes
- 1999 : Meglio tardi che mai – téléfilm
- 2002 : Le ragioni del cuore – mini-série
- 2003 : Un posto tranquillo – mini-série
- 2004 : Questo amore – mini-série
- 2005 : Matilde – téléfilm
- 2009 : Scusate il disturbo – mini-série
- 2010 : Tutti i padri di Maria – mini-série
- 2013 : Un cuore matto - mini-série
- 2013 : L'ultimo papa re – mini-série
- 2017 : In arte Nino – téléfilm
- 2014-2018 : Una pallottola nel cuore – série télévisée, 8 épisodes
- 2020 : Permette? Alberto Sordi – téléfilm
- 2021 : Uno, nessuno, cento Nino – documentaire télévisé

## Publication
- (it) Luca Manfredi, Un friccico ner core : I 100 volti di mio padre Nino, Rai Libri, 2021 (ISBN 9788839718143)